# 南部食鶏
南部食鶏（なんぶしょっけい）は、名古屋市熱田区にある鶏肉の加工を行う企業。
1965年設立。主に地元名物の名古屋コーチンを取り扱う。

## 沿革
- 1965年9月 - 中小企業等協同組合法に基づき愛知県より認可を受け設立
- 1966年4月 - 名古屋市熱田区にて営業開始
- 1975年4月 - 組合直売1号店出店
- 1976年4月 - 直売2号店、3号店と店舗増設
- 1976年8月 - 名古屋コーチン普及協会を生産者・加工場・販売店が協力して設立
- 1987年3月 - ブロイラー加工設備を設置、各組合員に製造販売開始
- 1988年2月 - 名古屋市農業センターの指導により、組合直営農場で名古屋コーチン育成を開始
- 1989年4月 - 名古屋コーチンを本格飼育・販売開始
- 1989年5月 - 名古屋コーチン加工品をテスト出荷
- 1989年11月	- 名古屋コーチン正肉、パーツ品、加工品等を当組合以外販売開始
- 1989年4月 - 直営農場の他、委託農場も加えて増羽
- 1995年3月 - スモークハウス（ドイツ製）、真空タンブラー冷蔵庫を設置完了し燻製品製造開始
- 1995年8月 - 名古屋コーチンの月間出荷羽数25,000羽〜30,000羽
- 1998年9月 - HACCPに準じ、防臭防音を施した新工場完成
- 2000年8月 - 「純系名古屋コーチン工房」としてインターネット通販開始
- 2004年9月 - トレーサビリティシステムを導入、履歴情報公開サービス開始
- 2011年11月 - 徹底した異物検出をおこなうため、X線異物検出器と新たに高感度の金属検出器を導入
- 2012年1月 - 名古屋コーチン生鳥処理工場では初の食品安全マネジメントシステムISO22000：2005認証を取得

## 主な商品
- 名古屋コーチン　燻製
- 名古屋コーチン　ソーセージ